# Navahermosa (Huelva)

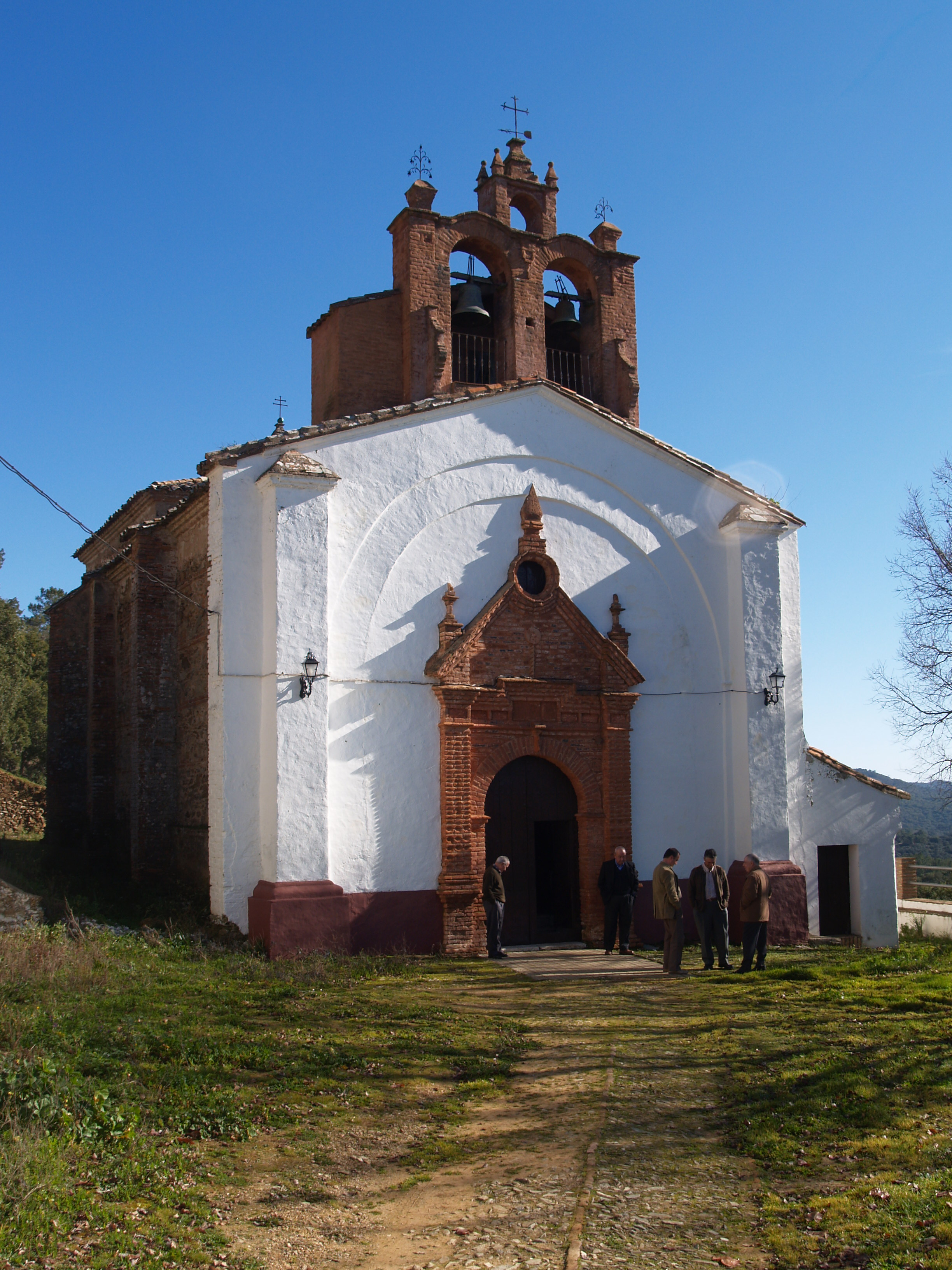
Iglesia de Navahermosa.

Navahermosa es una pedanía del municipio español de Galaroza, en la provincia de Huelva, comunidad autónoma de Andalucía. Constituye una aldea inminentemente agrícola y ganadera, donde muchos de sus habitantes se dedican a actividades relacionadas con el campo. Su población ha ido disminuyendo con el tiempo, y actualmente está formada por personas de edad adulta y de mayor edad, existiendo una minoría de niños y gente joven. La aldea cuenta con unas 60 viviendas en el casco urbano y numerosos cortijos dispersos por su término. En su casco urbano tiene una iglesia dedicada a su patrona, la virgen del Rosario.

## Fiestas
- El día del Corpus Cristi, donde se hace una fiesta durante el fin de semana por sus calles con actuaciones musicales, chiringuitos, etc. Realizando una procesión el domingo desde la iglesia, por todas sus calles, y parando a las puertas de la gente enferma y de los improvisados altares que algunos colocan en sus puertas.

- El día de la Virgen del Rosario, este festejo de menor duración consta de una procesión de la patrona por todas sus calles, parando en las casas igual que en la festividad del Corpus.